# Набиам, Нуно Гомеш
Нуно Гомеш Набиам (порт. Nuno Gomes Nabiam; род. 17 ноября 1966, Бисау, Гвинея-Бисау) — африканский политик. Основатель и лидер партии Ассамблея объединённого народа. Премьер-министр Гвинеи-Бисау с 28 февраля 2020 по 8 августа 2023 года.

## Биография
Учился в Национальной высшей школой имени Кваме Нкрумы. В 1986 году окончил Киевский институт инженеров гражданской авиации. Позже также изучал менеджмент в США.
С 1978 года был активистом Африканской молодёжи имени Амилкара Кабрала, а с 1980 — Африканской партии независимости Гвинеи и Кабо-Верде (ПАИГК).
Участвовал в президентских выборах 2014 года. В первом туре 13 апреля получил 25 % голосов, во втором туре 18 мая — 38,1 % голосов. Не признал результаты и пытался их оспорить.
Участвовал в первом туре президентских выборов 2019 года. 24 ноября получил 73 063 голосов (13,16 %).
28 февраля 2020 года президент Умару Сисоку Эмбало, приведённый к присяге днём ранее, назначил Нуно Гомеша Набиама премьер-министром. 4 марта новое правительство было приведено к присяге.